# Chili vagy Mango
A Chili vagy Mango a FilmDrops interaktív csatornán megjelent első sorozat, műfaja romantikus komédia.A technológia lényege: a Chili vagy Mangóban a néző döntheti el, merre haladjon tovább a történet, ötvözve a film és a játék legnagyobb erényeit. A sorozat kreátorai, azaz forgatókönyvírói és rendezői Ipacs Gergely és Lőrincz Nándor.
A történetben percenként jön el egy döntési pont, ahol a nézőnek két lehetőség közül kell választania, merre folytatódjon a sztori. Minden egyes történetszál végén csillagok jelzik, mennyire volt sikeres a választott befejezés. Minden döntési pontnál vissza lehet ugrani, de akár a legelejétől is végig tudja nézni az ember mind a nyolc befejezést.

## Történet

### Első évad
A kilencrészes sorozat minden egyes epizódja egy randi vagy egy találkozó: felváltva követhetjük Zénó, az ételkritikus Casanova, és Lili, a bájos, lisztérzékeny cukrászlány történetét. Zénó, összekötve a kellemest a hasznossal, minden étteremkritikára rászervez egy randit: mindegy, hogy a partner egy csinos ápolónő, a helyi femme fatale vagy épp a főszerkesztője, a cél: megszerezni és hazavinni. Ha a történetszál végére sikerül felszedni a nőt, sok csillag lesz a jutalmunk. Lili, Zénóval ellentétben, senkinek nem akar rosszat, csak próbálja megtalálni a helyét a gluténmentes univerzumban, és olyan emberekkel találkozik, akiktől segítséget remél ebben. Dietetikussal, étterem-tulajdonossal, személyi edzővel, sorstárssal. Mindig csak közben jön rá, hogy a találkozó valójában egy kellemetlen randi, ahonnan jobb lenne mielőbb lelépni. Lilinél akkor kapunk sok pontot, ha sikeresen elmenekülünk a helyszínről.

## Szereplők
Zénó Poroszlay Kristóf
Lili Michl Júlia

### 1. epizód
Szandra Réti Adrienn
Doma Kis Domonkos Márk
Zongorista (Kabalafigura) Andorai Péter
Szilvi Pataki Szilvia
Gabi Bartalis Blandina
Kézdublőr Orosz Ákos

### 2. epizód
Jácint Keresztes Tamás
Pincér Bercsényi Péter
Pultos (Kabalafigura) Andorai Péter
Piri néni Szatmári Mária

### 3. epizód
Ilona Fullajtár Andrea
Laci Tasnádi Bence
Fizetőpincér (Kabalafigura) Andorai Péter

### 4. epizód
Robi Kovács Lehel
Pincér Viktor Balázs
Vendég (Kabalafigura) Andorai Péter

### 5. epizód
Fruzsi Trokán Nóra
Japán srác Fukui Akira
Pincérnő Horváth Veronika

### 6. epizód
Ányos Bicskey Lukács
Hammed Makrelauf Yousses
Tanítvány Andorai Péter

### 7. epizód
Erika Téby Zita
Dénes Tzafetás Benjámin
Hentes Andorai Péter

### 8. epizód
Samu Molnár Gusztáv
Pultos Andorai Péter

### 9. epizód
Nati Stefanovics Angéla
Doma Kis Domonkos Márk
Pincér Andorai Péter

## Fogadtatás

### Kritikai fogadtatás
„Rendkívül innovatív, világszerte egyedülálló produkció.” 
filmtekercs.hu
„Végy egy bonviván gasztrokritikust, egy lisztre (is) érzékeny cukrász-jelölt leányzót, szervezz nekik randivacsorákat a legkülönbözőbb csodabogarakkal, és tálald a végeredményt okostelefonon, ahol a néző most először eldöntheti, hogyan alakítja a történetet.”
vox.hu
„...látszik, hogy gondosan kimunkált részletek bújnak meg a Chili vagy Mango előmunkálatait illetően.” 
comment.blog.hu
„A poénok is ülnek. Jó cucc!”
urbanplayer.hu
„Pergő ritmusban érkező, életszagú dialógusok, kisképernyőn is atmoszférateremtő hatású, meleg tónusú képek, és jól megválasztott színészek teszik szerethetővé a sorozatot.”
Filmvilág magazin
„A Chili vagy Mango éppen abban más és új, hogy a világát teljes egészében az eszköz és ezzel együtt a változó félben lévő befogadási mód határozza meg.”
magazin.apertura.hu
„Valljuk be, Istent játszani jó móka.”
welovebudapest.com

### Díjak és elismerések
Appra magyar! alkalmazásverseny: “Az Év Játék Alkalmazása” 2013.
“Aranyszem Operatőri Díj”2013. tévéfilm kategória
Mediadesign verseny: “Mobil és Tabletalkalmazások 3. hely” 2013.